# Pjotr Kusmitsch Anochin
Pjotr Kusmitsch Anochin (russisch Пётр Кузьмич Анохин; * 14. Januarjul. / 26. Januar 1898greg. in Zarizyn; † 5. März 1974 in Moskau) war ein sowjetischer Neurophysiologe und Hochschullehrer.

## Leben
Anochin stammte aus einer Arbeiterfamilie. 1913 verließ er die Schule und arbeitete als Büroangestellter bei der Eisenbahn, um die Familie zu unterstützen. Darauf absolvierte er die Prüfung für den Eintritt in den Post-Telegrafen-Dienst. Daneben bestand er als Externer die Abschlussprüfung der sechsklassigen Realschule. Im Herbst 1915 begann er das Studium an der Landwirtschaftsschule in Nowotscherkassk. Nach der Oktoberrevolution nahm er am Russischen Bürgerkrieg teil. Während der ersten Jahre der Sowjetherrschaft war er Pressekommissar und Hauptredakteur der Zeitung Roter Don in Nowotscherkassk.
Bei einem zufälligen Treffen mit Anatoli Wassiljewitsch Lunatscharski, der zur Agitation an die Südfront reiste, äußerte Anochin seinen Wunsch, das menschliche Denken und die Vorgänge im Gehirn zu verstehen. Im Herbst 1921 wurde Anochin nach Petrograd zum Studium am Staatlichen Institut für Medizinische Wissenschaften (GIMS, jetzt St. Petersburger Staatliche Medizinische Metschnikow-Akademie) bei Wladimir Michailowitsch Bechterew geschickt. Schon während des ersten Kurses fertigte Anochin seine erste wissenschaftliche Arbeit über den Effekt der Dur- und Mollakkorde in der Hirnrinde an. Er hörte die Vorlesungen von Iwan Petrowitsch Pawlow in der Militärmedizinischen Akademie und begann 1922 in dessen Laboratorium zu arbeiten.
Nach dem Abschluss des Studiums am GIMS 1926 wurde Anochin Oberassistent am Lehrstuhl für Physiologie des Leningrader Instituts für Veterinärmedizin und 1928 Dozent. Daneben arbeitete er weiter in Pawlows Laboratorium. Am Lehrstuhl für Physiologie untersuchte er den Blutkreislaufs des Gehirns und den Effekt des Acetylcholins auf die Funktion der Speicheldrüse. Er wurde zum Doktor der medizinischen Wissenschaften promoviert.
1930 wurde Anochin auf Pawlows Empfehlung auf den Lehrstuhl für Physiologie der medizinischen Fakultät der Universität Nischni Nowgorod (NNGU) berufen. Als die medizinische Fakultät der NNGU das eigenständige Medizinische Institut wurde, leitete Anochin dort weiter den Lehrstuhl für Physiologie und gleichzeitig den Lehrstuhl für Physiologie der biologischen Fakultät der NNGU. Er entwickelte neuartige Methoden zur Untersuchung der bedingten Reflexe. 1935 veröffentlichte er sein grundlegend neues Konzept der Rückkopplung.
1935 richtete Anochin in Moskau im Allunionsinstitut für Experimentelle Medizin (WIEM) mit einem Teil der dortigen Mitarbeiter die Abteilung für Neurophysiologie ein und führte Untersuchungen in Kooperation mit der von B. I. Lawrentjew geleiteten Abteilung für Mikromorphologie und der von Michail Krol geleiteten Klinik für Neurologie durch. Ab 1938 leitete er zusätzlich auf Einladung Nikolai Nilowitsch Burdenkos die Abteilung für Psychoneurologie des Zentralen Neurochirurgischen Instituts, wo er sich mit der Theorie der Vernarbung des Nervengewebes beschäftigte. Dabei bezog er sich auf die Arbeiten Alexander Wassiljewitsch Wischnewskis zur Novocain-Blockade. Er entwickelte die Theorie der funktionalen Systeme. Er lieferte wichtige Beiträge zur Psychophysiologie und Kybernetik.
Nach Beginn des Deutsch-Sowjetischen Krieges wurde Anochin mit dem WIEM nach Tomsk evakuiert, wo er die Abteilung für Neurochirurgie der Verletzungen des Peripheren Nervensystems leitete. 1942 kehrte er nach Moskau zurück und wurde Leiter des physiologischen Laboratoriums des Instituts für Neurochirurgie. Er wurde zum Professor am Lehrstuhl für Physiologie der Universität Moskau ernannt. Kurz vor der Gründung der Akademie der Medizinischen Wissenschaften der UdSSR (AMN-SSSR, jetzt Russische Akademie der Medizinischen Wissenschaften (RAMN)) 1944 wurde auf der Basis der Abteilung für Neurophysiologie und des Laboratoriums des WIEM das Institut für Physiologie gegründet, in dem Achinow Leiter der Abteilung für Physiologie des Nervensystems wurde. 1945 wurde er zum Wirklichen Mitglied der AMN-SSSR gewählt.
Auf der Tagung zu Problemen der Lehrmeinung Pawlows im Herbst 1950 wurden die Forschungsergebnisse Leon Abgarowitsch Orbelis, Iwan Solomonowitsch Beritaschwilis, Alexei Dmitrijewitsch Speranskis und anderer kritisiert. Anochins Theorie der funktionalen Systeme wurde scharf abgelehnt. Darauf wurde Anochin aus dem Institut für Physiologie entlassen und nach Rjasan geschickt, wo er bis 1952 als Professor am Lehrstuhl für Physiologie des Medizinischen Institutes arbeitete.
1953 wurde Anochin Leiter des Lehrstuhls für Physiologie und Pathologie des Nervensystems des Zentralinstituts für Ärztliche Fortbildung in Moskau. 1955 wurde er Professor des Lehrstuhls für normale Physiologie des 1. Moskauer Medizinischen Setschenow-Instituts (jetzt Setschenow-Universität). 1966 wurde er zum Wirklichen Mitglied der Akademie der Wissenschaften der UdSSR (AN-SSSR) gewählt. 
Anochin war verheiratet mit der Medizinerin Anastassia Petrowna Anochina (1902–1993). Ihre Tochter Irina Petrowna Anochina wurde Fachärztin für Suchtmedizin. Der Enkel Konstantin Wladimirowitsch Anochin wurde Neurobiologe.
Anochin wurde auf dem Moskauer Nowodewitschi-Friedhof begraben. Das 1974 gegründete Forschungsinstitut für Normale Physiologie der ANM-SSSR bzw. RAMN trägt Anochins Namen.

## Ehrungen, Preise
- Leninorden (1966)
- Orden des Roten Banners der Arbeit (1966)
- Pawlow-Goldmedaille der AN-SSSR (1967)
- Ehrendoktor der Universität Leipzig (1969)[8]
- Leninpreis (1972)